# الحرب الميثراداتسية الثالثة
نشبت الحرب الميثراداتية الثالثة (73 -63 ق.م)، وهي أطول الحروب الميثراداتسية الثلاثة وأخيرتها، بين ميثراداتس السادس ملك البنطس والجمهورية الرومانية. انضم عدد ضخم من الحلفاء إلى كلا الطرفين، ما جرّ كامل شرق البحر الأبيض المتوسط وأجزاء كبيرة من آسيا (الأناضول، وأرمينيا الكبرى، وشمال بلاد الرافدين، والمشرق) إلى الحرب. انتهى الصراع بهزيمة ميثراداتس، منهيًا مملكة البنطس، ومنهيًا الإمبراطورية السلوقية (التي كانت آنذاك بقايا دولة)، ومسفرًا كذلك عن صيرورة مملكة أرمينيا دولة عميلة حليفة لروما بَعدَ مَعْرَكة تيغرانوسَيرتاْ.

## خلفية
في عام 120 ق.م، سُمم ميثراداتس الخامس ملك البنطس على أيدي شخصيات مجهولة. يُرجح أن المتآمرين كانوا يعملون لحساب زوجته لاوديس. في وصيته، ترك ميثراداتس الخامس المملكة للحكم المشترك للاوديس، وميثراداتس السادس، وميثراداتس كريستوس. كان كلا ابنيها قاصر وانحصر كامل السلطة بلاوديس باعتبارها وصيّة. فضلت لاوديس خلال وصايتها ابنها الثاني (ربما كان كريستوس أكثر إذعانًا). خلال وصايتها 120 – 116 ق.م (ربما 113 ق.م حتى)، فر ميثراداتس السادس من بلاط أمه واختفى. عاد بين عامي 116 و113 ق.م وتمكن من إزاحة أمه وأخيه عن العرش البنطي، وهكذا صار الحاكم الأوحد للبنطس.
أضمَر ميثراداتس طموحات في جعل دولته القوة المهيمنة في شرق الأناضول ومنطقة البحر الأسود. أخضع كولخيس، وهي منطقة تقع شرق البحر الأسود، وكانت مملكة مستقلة قبل عام 164 ق.م. اشتبك بعد ذلك مع بالاكوس ملك الإصقوث من أجل السيادة على سهوب بونتيك - قزوين. تخلت أهم مُدن وشعوب القرم، وهم تاوريس خيرسون ومملكة بوسبوران عن استقلالها طواعية مقابل حماية ميثراداتس لهم من الإصقوث، أعدائهم القدامى. تكبد الإصقوث وحلفاؤهم الروكسولاني خسائر فادحة على أيدي الجنرال البنطي ديوفانتوس وقبلوا بميثراداتس حاكمًا عليهم.
حول الملك الشاب انتباهه إلى الأناضول، حيث كانت القوة الرومانية في تزايد. خطط لتقسيم بافلاغونيا وغلاطية مع نيكوميديس الثالث ملك بيثينيا. ومع ذلك، سرعان ما اتضح لميثراداتس أن نيكوميديس كان يقود بلاده إلى تحالف مناهض للبنطس مع الجمهورية الرومانية الآخذة بالاتساع. وقتما اصطرع ميثراداتس مع نيكوميديس من أجل السيطرة على كبادوكيا، وهزمه في سلسلة من المعارك، اضطُر الأخير إلى طلب العون من روما علانية. تدخل الرومان مرتين في الصراع بالنيابة عن نيكوميديس (95 -92 ق.م)، تاركين ميثراداتس، إذا ما أراد الاستمرار في توسيع مملكته، بلا خيار سوى الانخراط في حرب رومانية بنطية مستقبلية. بحلول هذا الوقت، كان ميثراداتس قد عزم على طرد الرومان من آسيا.
كان الحاكم التالي لبيثينيا، نيكوميديس الرابع، دمية يتلاعب بها الرومان. خطط ميثراداتس للإطاحة به لكن محاولاته باءت بالفشل، وأعلن نيكوميديس الرابع – بتحريض من مستشاريه الرومان – الحرب على البنطس. كانت روما نفسها منخرطة في حرب اجتماعية، حرب أهلية مع حلفائها الإيطاليين. وعليه، كان ثمة عدد قليل من القوات الرومانية المتاحة في كل مقاطعة آسيا الرومانية. جمّع الرومان بالتالي عددًا ضخمًا من القوات المُجنّدة الآسيوية وغزوا مجتمعين مع جيش نيكوميديس مملكة ميثراداتس في عام 89 ق.م. انتصر ميثراداتس نصرًا حاسمًا، وبعثر القوات التي قادها الرومان. رُحب بقواته الظافرة في كل أصقاع الأناضول. في العام التالي، 88 ق.م، نظم ميثراداتس مذبحة بحق المستوطنين الرومانيين والإيطاليين الباقيين في عدة مدن أناضولية، وقضى بصورة أساسية على الوجود الروماني في المنطقة. قيل إن 80.000 شخصًا قد هلك في هذه المذبحة. تُعرف هذه الواقعة باسم صلاة المساء الآسيوية.
ردّ الرومان بتنظيم قوة غزو ضخمة (مرسلين هذه المرة جحافلهم الخاصة) لهزيمته وتنحيته من السلطة. شهدت الحرب الميثراداتسية الأولى، التي نشبت بين 88 و84 ق.م، قوة لوسيوس كورنيليوس سولا تُجبر ميثراداتس على الخروج من اليونان القديمة. بعد انتصاره في عدة معارك، اختتم سولا – لإعلانه خارجًا عن القانون من قبل خصومه السياسيين في روما – محادثات السلام على عجل مع ميثراداتس. بعد عودة سولا إلى إيطاليا، تُرك لوسيوس ليسينيوس مورينا مسؤولًا عن القوات الرومانية في الأناضول. سمحت معاهد السلام المتساهلة، التي لم يصدق عليها مجلس الشيوخ قط، لميثراداتس السادس باستعادة قواته. هاجم مورينا ميثراداتس في عام 83 ق.م، ما أثار الحرب الميثراداتسية الثانية بين عام 83 و81 ق.م. هزم ميثراداتس جحفلي مورينا الخضر في معركة هاليس في عام 82 ق.م قبل إعلان السلام مجددًا بموجب معاهدة.

## مقدمة
تُناقش الفترة بين الحربين الثانية والثالثة بين روما والمملكة البنطية (81 -75 ق.م) في ظل مملكة البنطس، حيث يمكن رؤية كيف كانت حروب القرصنة المديدة تطورًا من الحرب الميثراداتسية الأولى وخصيصًا من التحالف بين ميثراداتس السادس وسيرتوريوس، والذي بدمج هذين التهديدين في اتحاد أكبر بكثير من أجزائه كان أمامه إمكانية جدية في إسقاط القوة الرومانية. كان السبب المباشر للحرب الثالثة هو توريث الملك نيكوميديس الرابع مملكته عقب وفاته (74 ق.م) لروما. أطلق ميثراداتس، الذي كان يعيد بناء قواته، غزوةً على بيثينيا.

## القوات وانتشاراتها المبدئية 74 -73 ق.م.
بعد أن أطلق هجومًا متزامنًا مع اجتياح ثورة قام بها السيرتوريوس المقاطعات الإسبانية، كان ميثراداتس في البداية بلا معارضة تقريبًا. رد مجلس الشيوخ بإرسال القنصلين لوسيوس ليسينيوس لوكولوس وماركوس أوريليوس كوتا للتعامل مع التهديد البنطي. كان الجنرال الآخر الوحيد لمحتمل لمثل هذا الأمر المهم، بومبيوس، موجودًا في هيسبانيا لمساعدة ميتيلوس بيوس في سحق الثورة التي قادها السيرتوريوس. أُرسل لوكولوس ليحكم قيليقية وكوتا إلى بيثينيا. وفقًا لأبيان وفلوطرخس، كان لدى لوكولوس 30.000 من المشاة و1.600 – 2.500 خيالًا في حين قالت الإشاعات إن ميثراداتس كان لديه ما قدره 300.000 رجل في قواته.
كانت الخطة الأصلية أن يعيق كوتا أسطول ميثراداتس، بينما يهاجم لوكولوس برًا. وبناء على ذلك، أمر كوتا بموضعة أسطوله في خلقدون، بينما زحف لوكولوس عبر فريجيا منتويًا غزو البنطس. لم يكن لوكولوس قد تقدم كثيرًا وقتما وصلت الأنباء أن ميثراداتس قد قام بزحف سريع باتجاه الشرق، وهاجم كوتا ودحره في معركة خلقدون، وأجبره على الهرب خارج أسوارها. تعرضت أربع وستون سفينة رومانية للأسر أو الحرق، وخسر كوتا ثلاثة آلاف رجل. كان كوتا مُجبرًا على البقاء هناك ريثما تمكن لوكولوس من المجيء لإنقاذه.